# Куб Зеро
«Куб Зеро» (англ. Cube Zero) — канадський фантастичний психологічний трилер 2004 р. сценариста і режисера Ерні Барбараша. Третій фільм в серії Куб, приквел до першого фільму. Якщо сюжет перших двох фільмів відбуваються майже повністю в лабіринті, Куб Зеро оповідає як в інтер'єрі, так і зовні куба і робить значним використання зовнішніх сцен.

## Сюжет
У фільмі розкривається суть призначення та механізм функціонування «куба» — фантастичної споруди, що складається з приміщень кубічної форми. Невідома державна організація поміщає всередину куба людей, вивчаючи їхню реакцію і вплив на них різноманітних смертельних пасток, які перебувають у деяких з кімнат.
Ерік Уїнн — один з операторів, які стежать за функціонуванням систем і спостерігають за поведінкою жертв «куба». Його увагу привертає жінка Кассандра Рейнс. Перевіривши її особисту справу, він не знаходить там підписаної нею згоди на потрапляння в «куб». Він доходить висновку, що вона потрапила туди помилково або за чиїмось злим наміром. Порушуючи правила, він відправляється за Кассандрою всередину «куба». Після цього на нього починає полювання служба безпеки.
Напарник Еріка вимикає систему шляхом перерізання проводів. Всі кімнати куба опиняються в початковому положенні на 10 хвилин. Ерік зі своєю напарницею знаходять третій вихід, який веде прямо назовні. Він затримує охоронців і дає дівчині сховатися, але сам потрапляє в руки охоронців.
Кінцівка фільму пов'язує його за змістом з першим фільмом. Еріку стирають пам'ять, роблять операцію на мозку, після якої він стає психічно хворим, і він опиняється всередині куба, серед чергової групи полонених, що шукають вихід, з чого і починався перший фільм.

## Ролі
- Закарі Беннетт — Ерік Уїнн, технік Куба.
- Девід Хабенд — Додд, технік Куба.
- Стефані Мур — Кассандра Рейнс, політичний демонстрант в пастці в кубі.
- Мартін Роуч — Роберт Хаскелл, солдат
- Майкл Райлі — Джекс, керівник вищого рангу
- Майк Наргенг — Мейєрхольд, людина в пастці в кубі.
- Террі Хоукс — Джелліко, жінка, яка опинилася в кубі.
- Річард Макміллан — Барток, людина, захоплена в кубі.
- Тоні Мунк — Овен, технік, поміщений в куб.

## Критика
Рейтинг на IMDb — 5,7/10. 

## Премії та нагороди
- 2006 — Номінація на премію Сатурн — найкращий DVD реліз.